# Diocese de Ponta de Pedras

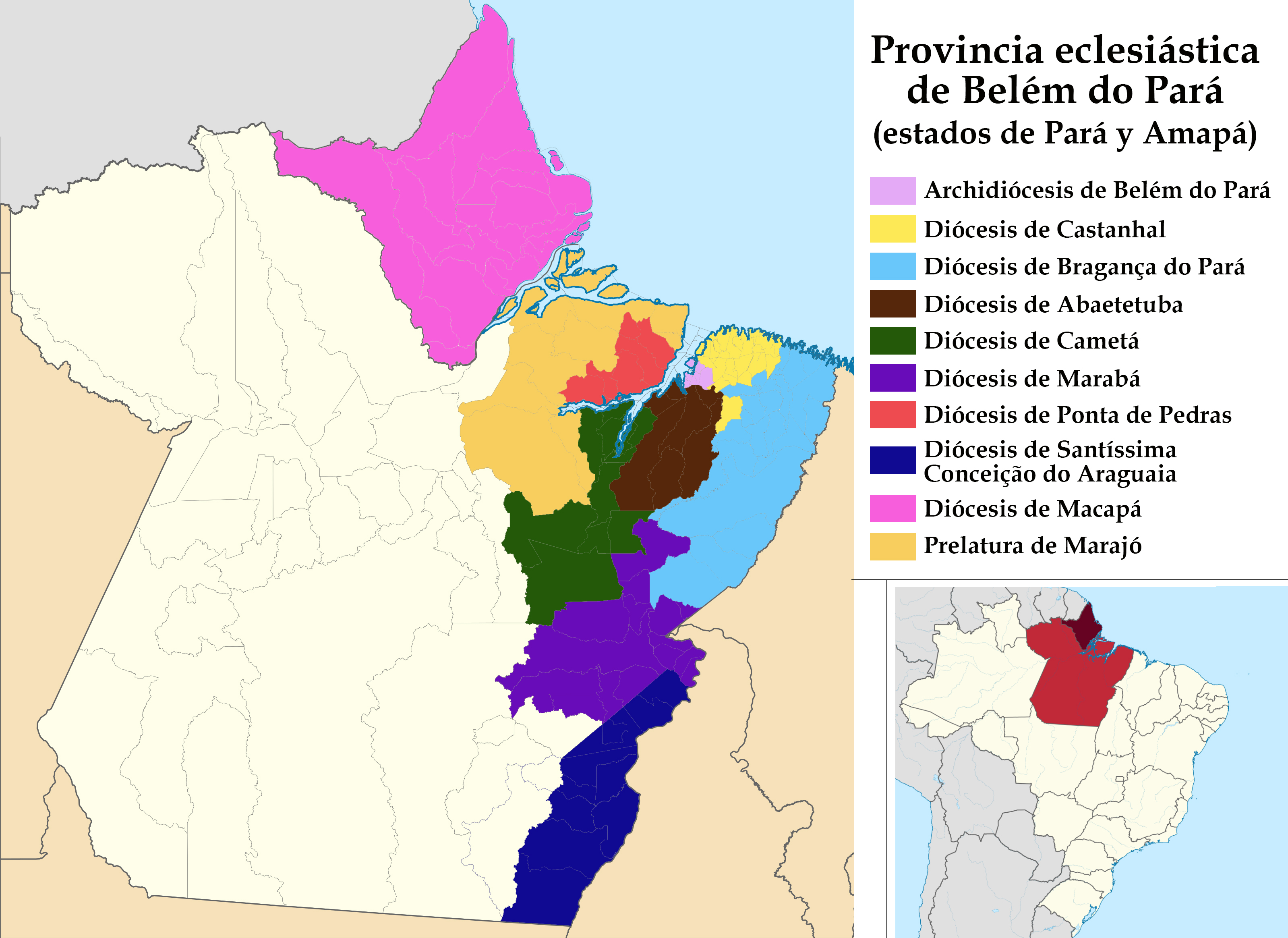
Província Eclesiástica de Belem do Pará.

A Diocese de Ponta de Pedras (Dioecesis Petrosi Culminis) é uma circunscrição eclesiástica da Igreja Católica no Brasil, pertencente à Província Eclesiástica de Belém do Pará e ao Conselho Episcopal Regional Norte II da Conferência Nacional dos Bispos do Brasil, sendo sufragânea da Arquidiocese de Belém do Pará. A sé episcopal está na Catedral de Nossa Senhora da Conceição, na cidade de Ponta de Pedras, no arquipélago do Marajó, no estado do Pará.

## Histórico
A Prelazia de Ponta de Pedras (Territorialis Praelatura Petrosi Culminis) foi erigida canonicamente no dia 25 de junho de 1963, pelo Papa Paulo VI, por meio da bula Animorum Societas, com território desmembrado da Arquidiocese de Belém do Pará. Foi confiada pela Santa Sé aos cuidados da Companhia de Jesus. O Papa João Paulo II elevou-a à dignidade de diocese no dia 15 de outubro de 1979, por meio da bula Cum Praelatura.

## Demografia
Em 2004, a diocese contava com uma população aproximada de 120.000 habitantes, com 90,7% de católicos.
O território da diocese é de 14.283 km², organizado em 7 paróquias:

1. Paróquia Nossa Senhora da Conceição - Ponta de Pedra (Catedral)
2. Paróquia Nossa Senhora da Conceição - Cachoeira do Arari
3. Paróquia Nossa Senhora de Nazaré - Santa Cruz Do Arari
4. Paróquia São Francisco de Paulo - Muaná
5. Paróquia São João Batista - Curralinho
6. Paróquia São Sebastião - São Sebastião da Boa Vista
7. São Miguel Arcanjo do Pracuúba - São miguel do Pracuúba / Muana

A diocese abrange os seguintes municípios: Ponta de Pedras, Cachoeira do Arari, Santa Cruz do Arari, Muaná, Curralinho, São Sebastião da Boa Vista.

## Bispos
No período de 1963 a 1965 a nova prelazia teve como administrador apostólico Dom Alberto Ramos, arcebispo de Belém. No dia 20 de abril de 1965 o padre jesuíta Ângelo Rivato foi nomeado prelado nullius, até sua nomeação como primeiro bispo prelado.
|                   | Nome                            | Período           | Notas                                         |
| Bispos diocesanos | Bispos diocesanos               | Bispos diocesanos | Bispos diocesanos                             |
| ----------------- | ------------------------------- | ----------------- | --------------------------------------------- |
| 3°                | Teodoro Mendes Tavares, C.S.Sp. | 2015-             | Atual                                         |
| 2º                | Alessio Saccardo, S.J.          | 2002 — 2015       | Bispo emérito. Renunciou por limite de idade. |
| 1º                | Ângelo Maria Rivato, S.J.       | 1979 — 2002       | Renunciou por limite de idade.                |
| Bispo prelado     |                                 |                   |                                               |
| 1º                | Ângelo Maria Rivato, S.J.       | 1967 — 1978       | Nomeado bispo diocesano.                      |
| Prelado           |                                 |                   |                                               |
| 1º                | Ângelo Maria Rivato, S.J.       | 1965 — 1967       | Nomeado bispo prelado.                        |
| Bispo coadjutor   |                                 |                   |                                               |
|                   | Teodoro Mendes Tavares, C.S.Sp. | 2015              | Nomeado bispo diocesano.                      |